# Богдан Ружинський
Князь Богдан Ружинський пол. Bohdan Różyński,лат. Bogdan Rosinski, фр. Le prince Bogdan (Théodore ou Dieudonné) Rozynski, італ. Bogdan (Teodoro) Rozynski (?, Ружин — 1576, Іслам-Кермен) — перший офіційний гетьман Війська Запорозького (1575—1576), якого унаслідок реформи, здійсненої королем Стефаном Баторієм, було призначено на цю посаду, з наданням йому гетьманських клейнодів. Богдана Ружинського називали Чорним Богданом, або просто — Богданком.

## Життєпис
Народився в Ружині, «муж серця великого», Папроцький називає його популярним козацьким вождем, який був відомий запорозьким козакам під іменем гетьман Богданко. Існує думка істориків, що князі Ружинські походять від Коріятовичів.
Доля славного гетьмана склалася сумно: в одному зі своїх набігів, татари напали на Богданкову домівку, коли Михайла Ружинського не було вдома, зарубали матір, а наречену забрали в ясир.
Ой Богданку, запорожскій гетьмане,
Та Чому ж ти ходиш в чорнім оксамиті?
Гей, були, ж у мене гості, гості татарове,
Одну нічку ночували;
Стару неньку зарубували
А милу собі взяли.

## Золоті козацькі часи за гетьмана Богдана Ружинського
Часи за гетьмана Богдана Ружинського козаки називали золотими часами.
Відомий за усними переказами та літописами новий гетьман Богданко зібрав і поповнив козацькі війська, які розсипались після трагічної смерті гетьмана Свирчовського під Кілією і почав переслідувати Кримських татар, бо за відсутності Свирчовського вони в вересні напали й пограбували Волинь.

## Військовий похід козаків на Крим 1575 року

#### Напад татар на Волинь у вересні 1575 року
За Стрийковським, татари взяли в полон 55 340 здорових бранців, 150 000 коней, 500 000 худоби і 200 000 овець. Влада Речі Посполитої надіялася на допомогу молдавського господаря Петрила, й коли стягли війська до Києва, було вже пізно, і татари зі всім награбованим та бранцями вже були в своїх землях та поділили награбоване з молдавським господарем. Князь Василь Костянтин Острозький — київський воєвода та Микола Сенявський робили що могли, вони послали своїх козаків і козаків із Києва, Черкас, Канева числом 1000 вниз на Дніпро, де були татари, але такою малою кількістю війська вони не могли перешкодити татарам. Татари після козацького нападу спочатку впали в паніку, але побачили, що козаків мала кількість, і відігнали їх, почавши напад та пограбування всієї Волині.
Козаки були незадоволені такою політикою, що їх батьківщину нема кому захистити й обирають на гетьмана Богдана Ружинського, якого ще з молодих часів виховано в козацькому середовищі, й вирішують помстити татарам за похід на Волинь і забрати своїх жінок та дітей з татарського полону. Батько князя Ружинського був також відомий у козацькому колі своїми перемогами над татарами. Їх родові маєтки були коло Житомира.

#### Битва на Микитинській переправі через Дніпро 1575 року
Місце на низу Дніпра, де впадає Буг.
Військові сили татар у цій битві: 110 000 (7 татарських ханів; Білогородська орда, орда Добруджі, перекопські татари, черкеси з Пятигір'я) (за Стрийковським)
Вирушивши з військом, він одрядив 5000 піших козаків, під командуванням Військового Осавула Нечая. На його наказ Нечай виплив у Чорне море, прибув до Гезлеве й Кафи і, очікуючи прибуття гетьмана, закрив доступ до гавані. Переходячи степ, гетьман бився з татарськими ордами, що зустрічалися на його шляху, і при дузі від Дністровського лиману до Перекопської фортеці (Орської) його атакувала орда між Кучугурами Кінбурськими й Дарієвим мостом. У нападі задіяно всі татарські орди під орудою Девлет I Гірея. Війська гетьмана йшли чотирма відділами: табір і резерв були в середині, артилерію розставлено по всіх фалангах, так, що вона могла навсібіч завдавати удару противникові. Щойно кримчаки напали, Гетьман відкрив стрільбу зі всіх гармат, яка йшла понад годину; ворожі панцерні й кіннота атакували з фронту й їх розбито ратищами: коли розвіявся дим, скрізь були тільки купи полеглого татарського війська. Татари почали відступ до лиману, розтягнувшись по обидві сторони Дарієвого мосту з Кінбурнської коси на Перекопський степ. Гетьман рушив до мосту й верху лиману і, відрізавши значну частину татарського війська, послав на них кінний резерв; вони відтіснили ворожі війська до затоки й частину перебили, а частина потопилася. Татари з іншої сторони намагалися прийти їм на допомогу, але вода й козацька стрілянина не дозволили їм.

#### Узяття Перекопу 1575 року
Козацькі війська прийшли до Перекопської лінії без перешкод. Уночі Гетьман переправив частину кінноти через о. Сиваш; ця кіннота, дійшовши до перших воріт з тієї сторони, взяла їх і впустила ціле військо. Тоді козаки взяли штурмом фортецю Перекоп (Ор), вирізали всю татарську залогу, знесли замок та спалили місто.

#### Узяття Кафи 1575 року
Від Перекопу, військовим ладом козацьке військо підійшло до Кафи, яку обложили запоріжці від гір та моря; і провело генеральний штурм. За короткий час Кафу взято, всіх татар знищено, тільки 500 узято в полон.

#### Похід на Гезлеве 1575 року
Гетьман дав наказ обходити гори, щоб узяти Бахчисарай та Гезлев, але біля річки Салгир козаки зустріли ханських послів із проханням замирення та дорогими подарунками. За укладеними умовами, татари звільнили всіх християн з неволі, дістали від татар 713 бранців. З величезними трофеями та славою Гетьман повернувся в Україну, а війську на чайках наказав іти до османським міст, що торгували руськими бранцями, напасти на Трапезунд і Сіноп і звільнити полонених християн.

#### Значення військового походу козаків 1575 року
У цьому поході розбито 110 000 війська та підкорено кримську орду, зруйновано основні міста: Кафу, Трапезунд і Сіноп, що торгували українськими бранцями та важливу фортецю Перекоп.

## Військовий похід козаків 1576
У цей час османи нападали на Дунайські землі і ці землі попросили допомоги в Стефана Баторія. Він наказав Гетьманові Ружинському зробити сильний напад на османські землі.

#### Похід через Анатолію 1576 року
Гетьман відрядив 3000 козаків і з ними Осавула Запорізького Нечая. А сам пішов у Кримські степи, без перешкод перейшов їх біля Перекопської лінії, вийшов у землю Донських козаків. Вони дружньо прийняли гетьмана та також надали допомогу, особливо під час переправи через Дін і потім за Кубань. Далі гетьман із козаками пройшов Черкеські землі, черкеси їх мирно пропускали й продавали їм худобу та провіант.
За Кубанню Гетьман почав військові дії проти народів, що були в васальній залежності від османів і змушений був мечем і вогнем нищити всю їхню країну; людність, не бувши готова до військових дій, розбігалася. Запоріжці в той час робили напади на прибережні зони. Таким чином повоювавши всю Анатолію, Гетьман підійшов до Трапезунду й Сінопу, спалив і знищив їхні передмістя й пішов у напрямку Царгорода.

#### Похід через Європу 1576 року
Підійшов далі з військом до протоки. Османи спасалися через протоку Констятинополя тікаючи в місто. Знищивши Азіацьке узбережжя, козаки переправились у Європейську частину Османської імперії й увійшли на землі Болгарії. Отримавши там допомогу, Гетьман з їхньою допомогою пройшов до Дунаю й тут, отримавши від болгар повідомлення, що османи напали на Сербію й ін. християнські банатства, Гетьман вирішив повернутися й попрямував у напрямку Адріанополя.

#### Помста за ГетьманаІвана Свирчовськогопід Килією 1576 року
На здобутих запорізьких чайках та кораблях Гетьман Ружинський переплив Дунай між Варною та Силістрією, ввійшов на землі Молдавії та на світанку взяв османську фортецю Килію і, щоб помстити жителям за підлу зраду Гетьмана Свирчовського, наказав вирізати в місті османів і вірмен, місто наказав повністю знищити й щасливо повернувся на Батьківщину.
У 1576 році козаки погрожували повторити такі походи на Крим і Малу Азію. Рівно через сто років після цього, як пише «Літопис Самовидця», запорозькі козаки згадували про славні походи Богданка й погрожували повторити знову подібні походи на Крим.
Чутки про нового козацького ватажка дійшли до Москви. Московський цар Іван IV Грозний у 1575 році послав на Січ царську грамоту, де пропонував козакам московську службу та багаті подарунки. Цар просив виступити проти орди татар, які напали на Московщину і вчинили страшні пожежі, захопили 35 000 бранців.

## Нагороди та відзнаки козацького війська від Стефана Баторія
За перемоги Стефан Баторій дав гетьману Ружинському символ влади — булаву, корогву з білим орлом (шовкову амарантову корогву зі срібним орлом) і бунчук — як символ перемоги козацького війська над невірними, здобутий козацькою кров'ю, та печатку з гербом, де був лицар з мушкетом у козацькій шапці (зі звішеним шликом). Власне, Богдан Ружинський перший із козацьких ватажків отримав булаву як символ влади. Про цю подію згадує також народна дума, яку Ізмаїл Срезневський записав зі слів кобзаря:
| Вашему гетьманові, голінному Богданкові Та й вам із ним великий дар дарує, А той великий подарок-дар: Булава золота, та хоругва з срібла, Та бунчук з жеребця[5][6][7]. |
Стефан Баторій запровадив зміни до складу козацької старшини: він додав 2 Генеральних осавули і Генерального бунчужного, полкам надано по одному судді, писареві, тобто суди і права поділились на військові та шляхецькі. Гетьману надано Батурин — гетьманську столицю і Трахтемирів — як місце перебування старшини. Стефан Баторій визнав козацьку силу, бо розумів, що запорозьке військо — міцний щит для кордонів Речі Посполитої.
Гетьман мав свою старшину (Генеральний штаб): 2 обозних, 2 писарі, 2 судді, 4 осавули. Кожний полк мав полковника і кожний полковник мав свій штаб — полковницьку старшину, кожна сотня мала свого сотника і кожний кіш свого отамана.

#### Універсал Стефана Баторія 1576
Стефан Баторій 20 серпня 1576 року видав Універсал, яким надав козакам 20 миль нових земель разом з містом Трахтемирів та яким ствердив за Військом Запорозьким усі володіння, які козаки відвоювали в татар.
Стефан Баторій грамотою від 26 серпня 1575 надав запорізьким козакам з гетьманом Богданом Ружинським, за заслуги в боях проти бусурманів, за те що спинили їх напад на Русь, Руську землю та Річ Посполиту і перші відбивали татарські орди, окрім міста, яке їм завжди належало — Чигирина, Трахтемирів з монастирем і привозом і всі землі від Трахтемирова до Чигирина, зі всіма містечками, селами та хуторами на тому березі, які там лежать. А також підтвердив універсал на їхні землі, якими вони володіли раніше: на старе запорізьке місто з привозом, яке ще за старих часів їм належало і всі землі вверх по Дніпру до річки Оріль і вниз від Самарі аж до ногайських та кримських степів. Від низу Дніпра, де впадає Буг і до Очакова, і від Очакова вгору по Богу до річки Синюхи. І по інший бік Дніпра: від самарських земель до самої річки Дін, де ще Предслав Лянцкоронський зі своїми козаками зимівники мав. Щоб ці всі землі, які завжди належали козакам і далі їм назавжди належали.
Універсал Стефана Баторія:

#### Організація від Стефана Баторія козацького війська
Щоб використати козаків для держави Стефан Баторій увів «прикордонну службу» на Дністровських островах; це були: 6 козацьких полків по 1000 в кожному, кожному козакові назначали платню по дукату на рік і кожух, крім того в разі військових походів за межами країни провіант, з цих 6 полків 2 (2000) мали перебувати постійно на Дністровських островах і ще 4 (4000) повинні були бути набрані з багатодітних сімей, жити в своїх домівках, вони повинні були вправлятись в військовому мистецтві та бути завжди напоготові, якщо потрібно в випадку військових дій.
Крім того, Трахтемирів з монастирем був призначений, як місце перебування «генерального штабу» гетьмана та як зимівник, разом з ним були надані 20 миль вільних земель по праву сторону Дністра і крім того визначено спеціальне віддалене місце, де козаки могли зберігати зброю та все необхідне для військових дій забрану в військових походах проти татар і османів. У мирний час 2 (2000) полки повинні бути на службі і постійно охороняти кордони від татар на Дніпровських островах.
Утворено 6 полків, вони отримали свої назви за назвами міст і округів звідки козаки були набрані, це були: Канів, Переяслав, Біла Церква, Корсунь, Черкаси, Чигирин. У цих містах резидували полковники з полковницькою старшиною, ці міста були одночасно і зимівниками. Гетьман Ружинський отримав, як резиденцію, Трахтемирів разом із монастирем і тут мав бути заснований військовий шпиталь для інвалідів, які були покалічені на війні.
Кошовим Отаманом був на той час Павлюк. Ці 6 полків мали окремий реєстр. Гетьмана обирало товариство, але король залишив за собою право підтверджувати цей вибір.

## Трагічна загибель Гетьмана Ружинського при взятті Іслам-Кермену 1576 року
У 1576 році Богдан Ружинський звернув увагу на османський форпост Аслам-Кермен, який був побудований для перекриття козакам шляху з гирла Дніпра в Чорне море. Козаки навалилися на фортецю такою силою, що від фортеці й сліду не лишилося. Під час штурму козаки використовували порохові «міни», які вкладали в підкопи під мурами фортеці. При підриванні, одна міна не спрацювала і Богданко вирішив сам перевірити в чому справа. У цей момент міна вибухнула і гетьман загинув.
Аслам город був фортеця преміцна,
В Дикім полі і дуже поміцна.
Татарам проти наших не хватило розваги.
Князь Ружинський розрушив та мужні козаки.

## Вшанування пам'яті
5 серпня 1992 року у місті Каховка Херсонської області було встановлено пам'ятний знак на честь гетьмана Богдана Ружинського у вигляді куба на камінному постаменті. У 2016 році силами і коштами в першу чергу козацької громадськості (ініціатор Валерій Іванович Коняєв) була проведена реконструкція, встановлено гранітний хрест.
У селі Ружин Волинської області у 2004 році встановлено біля сільської ради пам'ятний знак на честь князів Ружинських, за селом є руїни, які місцеві називають рештками замку князів Ружинських XV століття.
У Каховці є вулиця Богдана Ружинського. У місті Луцьк є вулиця Князів Ружинських.
У місті Нікополь вулицю Гродненську перейменували на вулицю Князя Богдана Ружинського.
У місті Запоріжжя вулицю Декабристів перейменували на вулицю Богдана Ружинського.